# USS LST-591
O USS LST-591 foi um navio de guerra norte-americano da classe LST que operou durante a Segunda Guerra Mundial.